# Maamba
Maamba es una ciudad situada en la provincia del Sur, Zambia. Se encuentra cera del lago Kariba, a 250 km al sur de Lusaka. Tiene una población de 14.322 habitantes, según el censo de 2010.